# الزراعة والحراجة والصيد في اليابان

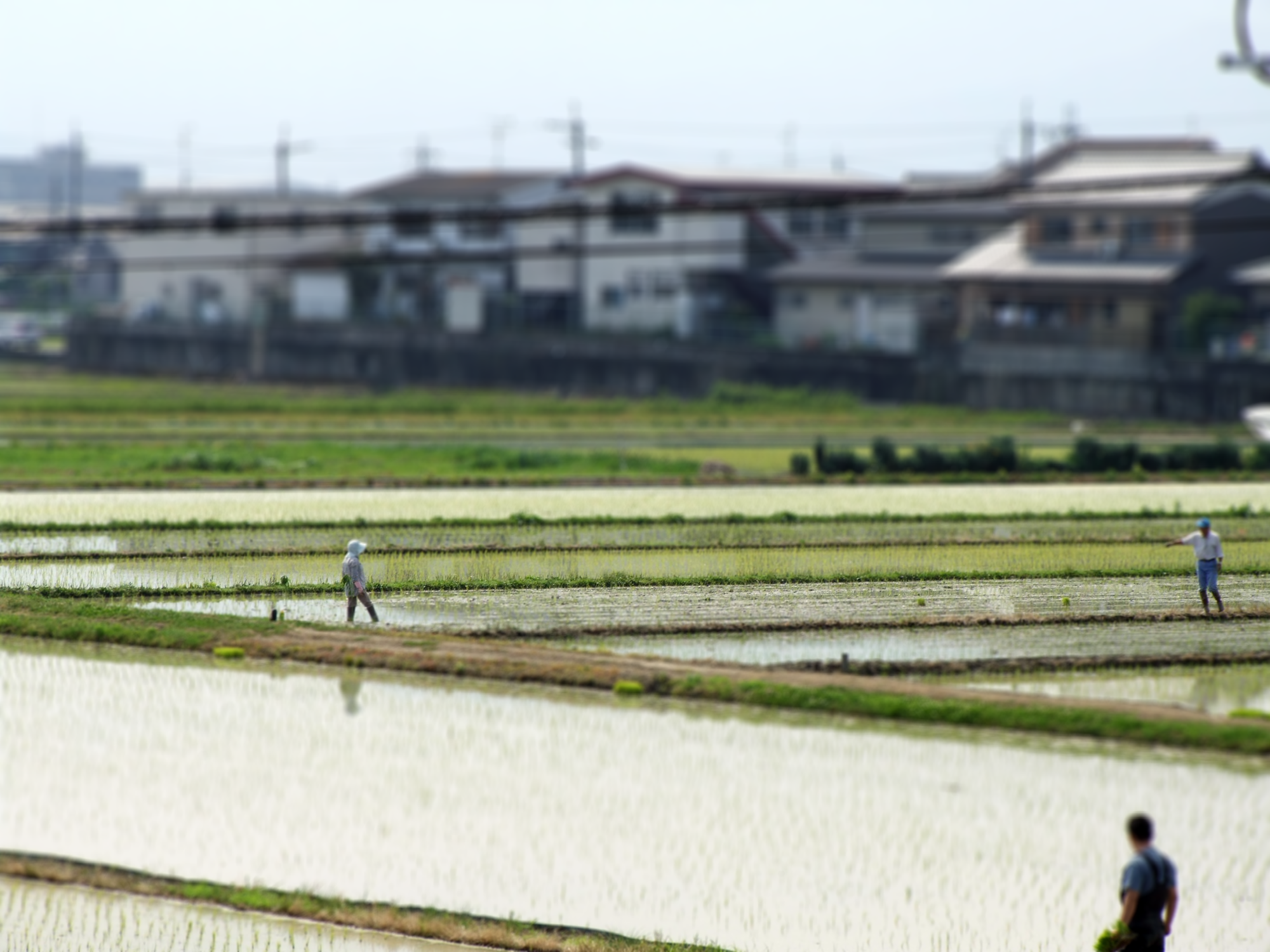

الزراعة والحراجة والصيد هو أحد أهم قطاعات الأقتصاد الياباني تاريخيا فخلال فترة مييجي عمل في هذه القطاعات مجتمعة أكثر من 80% من اليابانيين. غير إنه وبتطور الصناعة بعد الحرب العالمية الثانية تراجعت أهمية هذا القطاع حيث شكل حوالي 23.5% من إجمالي الناتج القومي الياباني في الستينات واستمرت هذه النسبة بالتراجع حتى أصبحت تشكل أقل من 1.3% من إجمالي الناتج الوطني الياباني.

## الزراعة
حوالي 15% من أراضي اليابان صالحة للزراعة، وقد شكلت الزراعة تقليديا حرفة الطبقات الدنيا قبل الحرب العالمية الثانية. ويعاني هذا القطاع من عدة مشاكل منها قلة الأراضي الصالحة للزراعة. وهناك عدة يعمل بها لحل هذه المشكلة:
- زراعة مدرجات على التلال والجبال.
- إنشاء بيوت زجاجية بطوابق متعددة لزراعة الخضار وما شابهها وكما هو الحال بهولندا وبلجيكا كمثال يدل على ذلك.
- استيراد المواد الغذائية والتي تحتاج لمساحات كبيرة من الأرض مثل الذرة والصويا والشمندر السكري والقمح وما شابهها بدلاَ من زراعتها.

## الحراجة
تحتوي اليابان على 245,000 كم مربع من الغابات، يعود معظمها إلى فلاحين وشركات صغيرة تقوم باستغلال أخشابها. كما تملتك الحكومة حوالي ثلث غابات اليابان.
تنتشر الغابات خاصة في الأقسام الشمالية وخاصة في جزيرة هوكايدو.

## الصيد
تعتبر اليابان ثاني بلد في العالم في كمية الأسماك التي يتم صيدها بعد الصين حيث بلغ إنتاجها في الثمانينات حوالي 11 مليون طن. وتنتشر السفن والشركات اليابانية المتخصصة بالصيد في جميع قارات العالم كما يقوم صيادون محليون بالصيد في المياه الإقليمية اليابانية.